# 九江日本领事馆旧址
29°43′35″N 115°58′35″E / 29.72639°N 115.97639°E
九江日本领事馆旧址位于中国江西省九江市浔阳区湓浦路12号。1912年，日本设立驻九江领事馆。
九江日本领事馆为砖石结构，二层红色楼房，建筑面积425平方米，房基为麻石。
1925年6月13日，在五卅运动中，九江人在日本领事馆前聚众演讲，并冲击了日本领事馆。
1987年12月，九江日本领事馆旧址被列为第三批江西省文物保护单位。
2018年4月28日，原九江日本台湾银行旧址、英亚细亚公寓旧址、九江日本领事馆旧址、九江日本领事馆公寓旧址4栋历史建筑组成的九江租界旧址博物馆，在浔阳区湓浦路14号1858轻奢院子内开馆。
2018年7月3日，九江市文化广电新闻出版旅游局下发责令改正通知书，要求九江文旅元和资产经营管理有限公司立即停止在九江日本领事馆旧址及日本台湾银行旧址两处省级文物进行违规装修，用于经营老洋房餐饮酒店和春风十里花园餐厅，破坏文物的违法行为，并责令其整改和恢复原貌。。
2019年2月26日，江西省文化和旅游厅批准了九江市文物局提出的九江英租界旧址——日本领事馆旧址维修设计方案。